# Dole Chile
Die Dole Chile und ihr Schwesterschiff, die Dole Colombia, sind 1999 bei der Howaldtswerke-Deutsche Werft in Kiel gebaute Kühlcontainerschiffe. Alle Stellplätze für 1.023 FEU sind Stellplätze für Integral-Kühlcontainer. Die Schiffe transportieren vorwiegend Bananen im Liniendienst zwischen der Karibik und der Ostküste der USA.

## Beschreibung
Die Schiffe sind rund 205 Meter lang und rund 32,2& Meter breit. Sie haben bei einem maximalen Tiefgang von 10,2 Meter eine Tragfähigkeit von knapp 30.200 tdw. Ein langsamlaufender Zweitakt-Dieselmotor von Sulzer mit acht Zylindern und der Typbezeichnung 8RTA72U mit einer Leistung von 23.920 kW bei 97/min treibt den Festpropeller an. Damit laufen die Schiffe 21 Knoten. Die Schiffe sind mit Bug- und Heckstrahlrudern mit einer Leistung von 1.450 kW ausgestattet.
Zur elektrischen Energieversorgung dienen fünf Viertakt-Hilfsdiesel des Herstellers MaK (drei MaK 8M32 und zwei MaK 6M329 mit Leistungen von jeweils 3.840 kW bzw. 2.880 kW), die fünf ABB-Generatoren (600/min) antreiben. Die Generatoren verfügen über Scheinleistungen von 4.650 kVA bzw. 3.490 kVA. Die Generatorspannung beträgt 6.600 V. Das Bordnetz ist ein Mittelspannungsnetz, damit werden die großen Verbraucher wie Bug- und Heckstrahlruder direkt versorgt. Über Transformatoren werden alle anderen Verbraucher mit 450 V Drehstrom bzw. 230 V Wechselstrom versorgt. Neben den Hilfsdieseln wurde noch ein Notdiesel von Caterpillar mit einer Leistung von 320 kW verbaut. Dieser treibt einen Generator an, der über einer Scheinleistung von 375 kVA verfügt.
Technische Besonderheiten sind die „offenen“ Containerschiffe fast ohne Lukendeckel, nur der erste Laderaum wurde mit Lukendeckel ausgestattet. Die Laderäume zwei bis fünf sind offen, um eine bessere Wärmeabfuhr zu ermöglichen. Jeder 40-Fuß-Kühlcontainer – die Schiffe können jeweils 1023 FEU laden – verbraucht je nach Zustand der Bananen etwa 7 bis 12 kW zum Antrieb des Kälteverdichters, des Kondensatorlüfters und des Umwälzlüfters. Diese Wärme wird mit Unterstützung von Laderaumlüftern nach außen abgeführt, die Wärmeabfuhr wird von den oben offenen Laderäumen unterstützt. Die Kühlcontainer können in zehn Bays hintereinander gestaut werden. Dabei ist für elf Container nebeneinander Platz. Die Schiffe sind für den Containerumschlag mit zwei Liebherr-Portalkranen mit einer Kapazität von 40 Tonnen ausgerüstet. Das Deckshaus befindet sich am Heck.
Die Schiffe basieren auf dem Entwurf der Norasia-Fribourg-Klasse, einer Serie von sechs ebenfalls lukendeckellosen Containerschiffen. Sie kamen zunächst mit GL-Klasse unter der Flagge Liberias in Fahrt. Später kamen sie unter die Flagge der Bahamas mit Heimathafen Nassau. Die Klassifikationsgesellschaft wurde Det Norske Veritas.

### Kontrollierte Atmosphäre (CA)
Mit Hilfe von Stickstofferzeugern, bestehend aus Luftverdichtern und extrem feinen Membranen, wird nach dem Prinzip der umgekehrten Osmose Stickstoff aus der Umgebungsluft erzeugt. Durch die Einleitung des Stickstoffs in die Container wird der Sauerstoff weitgehend verdrängt. Die auf 13 bis 14 Grad Celsius abgekühlte Luft und der auf zwei bis fünf Prozent abgesenkte Sauerstoffgehalt bewirken einen sehr stark reduzierten Stoffwechsel der grünen Bananen. Damit lassen sich die Bananen problemlos in CA-Kühlcontainern über zwei bis drei Wochen transportieren. Mit Temperaturfühlern, Sauerstoff und Kohlendioxydsensoren sorgen die Automationseinrichtungen dafür, dass der Temperaturbereich von 13 – 14 Grad Celsius, der Sauerstoffbereich von drei bis fünf Prozent eingehalten und der Kohlendioxydgehalt von fünf Prozent nicht überschritten werden.

## Schiffe der Klasse
| Schiffsname   | Baunr. | IMO-Nummer | Kiellegung Stapellauf Ablieferung  |
| ------------- | ------ | ---------- | ---------------------------------- |
| Dole Chile    | 342    | 9185281    | 4. Januar 1999 - 22. November 1999 |
| Dole Colombia | 343    | 9185293    | 21. April 1999 - 22. Dezember 1999 |